# Ośrodek Zapasowy Artylerii Lekkiej nr 8
Ośrodek Zapasowy Artylerii Lekkiej Nr 8 – oddział artylerii Wojska Polskiego II RP z okresu kampanii wrześniowej.
Ośrodek Zapasowy Artylerii Lekkiej nr 8 nie występował w pokojowej organizacji Wojska Polskiego. Był jednostką formowaną zgodnie z planem mobilizacyjnym „W” w Skierniewicach, w II rzucie mobilizacji powszechnej, w czasie X+6. Jednostką mobilizującą był 31 pułk artylerii lekkiej.

## Historia i formowanie
W ramach mobilizacji powszechnej w jej II rzucie z kadry i nadwyżek rezerwistów oraz żołnierzy służby czynnej: 31 pułku artylerii lekkiej, 15 pułku artylerii lekkiej, 4 pułku artylerii lekkiej i 16 pułku artylerii lekkiej oraz 16 dywizjonu artylerii ciężkiej, miał być zmobilizowany Ośrodek Zapasowy Artylerii Lekkiej nr 8. Ośrodek ten miał za zadanie przeszkolenie uzupełnień i formowanie baterii marszowych drugiej serii, dla jednostek zmobilizowanych przez 4, 15, 16 i 31 pal.
Etat OZAL nr 8 według planu mobilizacyjnego przewidywał:
- dowództwa ośrodka zapasowego
- bateria gospodarcza
- 1 bateria armat typu A
- 2 bateria armat typu A
- 1 bateria haubic typu A
- 1 bateria armat typu B
- 2 bateria armat typu B
- 1 bateria haubic typu B
- bateria łączności[3].

Dowódcą ośrodka został mianowany mjr Józef Paszkiewicz. Zgodnie z planem ośrodek miał być formowany w oparciu o nadwyżki kadry i rezerwistów pozostałe po zmobilizowaniu pułków artylerii lekkiej i innych pododdziałów przez nich zmobilizowanych, stacjonujących na terenie Okręgu Korpusu nr VIII. Sprzęt i uzbrojenie dla formowanego ośrodka był z zasobów 4, 16, 15 pal i głównie 31 pal oraz 16 dac, a także zdeponowane w Skierniewicach dla potrzeb mobilizacji ośrodka. Stan osobowy ośrodka miały stanowić Oddziały Zbierania Nadwyżek 4, 15, 16, 31 pal i 16 dac. W Skierniewicach z uwagi na zajęcie koszar 26 pułku artylerii lekkiej przez mobilizowany tam jeszcze 54 pułk artylerii lekkiej, OZAL nr 8 rozlokowano w okolicznych wsiach. 
Jako pierwszy do Skierniewic przybył OZN 16 pal, który po zakończeniu mobilizacji 16 pułku i pododdziałów dywizyjnych w dniu 29 sierpnia 1939 w Grudziądzu załadował do transportu kolejowego nadwyżki żołnierzy, koni, sprzętu i mienia pułku i po przywiezieniu do Skierniewic zostały rozlokowane w pobliskiej wsi w Makowie. Dowódcą OZN 16 pal został kpt. Mieczysław Grądkowski. W oddziale nadwyżek były 4 haubice kal. 100 mm zorganizowane w baterię por. Edwarda Feliksa Pelca i 4 armaty kal. 75 mm bez przyrządów celowniczych zorganizowane w baterię której dowództwo objął w okresie późniejszym por. rez. Paweł Wendlikowski. Zebrano ok. 1000 żołnierzy i ok. 100 wozów konnych. 26 sierpnia do transportu kolejowego w Grupie załadował się OZN 16 dac i przybył do Skierniewic w nocy 27/28 sierpnia i w południe 28 sierpnia zakwaterował się we wsi Maków-Podnarcie. Oddział składał się z 4 oficerów rezerwy, ok. 160 podoficerów i szeregowych rezerwy, 39 koni i 11 wozów z poboru w złym stanie. Dowódcą oddziału mianowano ppor. rez. Feliksa Gaworzewskiego.
Mobilizację rezerwistów dla ośrodka rozpoczęto od 31 sierpnia 1939 w Skierniewicach. Po zakończeniu mobilizacji alarmowej, zorganizowany został oddział zbierania nadwyżek 15 pal, pod dowództwem mjr. Zygmunta Wituńskiego. Dalsi żołnierze napłynęli do OZN 15 pal po ogłoszeniu mobilizacji powszechnej. W koszarach 15 pal zgromadzono 450 żołnierzy. Część z nich ok. 250 żołnierzy wraz oficerami i podoficerami pułku została załadowana do transportu kolejowego i 2 września odjechała do Skierniewic do organizowanego tam Ośrodka Zapasowego Artylerii Lekkiej nr 8. Dalsze losy tych nadwyżek nie są dokładnie znane. 
Pozostałe dwa oddziały zbierania nadwyżek realizowały marsz w kierunku Skierniewic, lecz z uwagi na zmieniającą się sytuację wojenną, ataki lotnicze do miejsca formowania ośrodka nie dotarły. 

## Działania bojowe
Od 31 sierpnia do 3 września w miejscu stacjonowania prowadzono czynności organizacyjne, przyjmowano uzbrojenie oraz podjęto wstępne szkolenie z wcielonymi rezerwistami. Ze względu na duży ruch w miejscu stacjonowania, 3 września lotnictwo niemieckie zbombardowało wieś Maków, poległ jeden z kanonierów ośrodka. Nocą 3/4 września Ośrodek Zapasowy Artylerii Lekkiej nr 8 złożony z OZN 16 pal, OZN 16 dac i prawdopodobnie z OZN 15 pal rozkazem dowództwa OK nr IV odmaszerował do Warszawy, gdzie przybył nocą 7/8 września. Skierowany następnie rozkazem w kierunku wschodnim, wyruszył nocą 8/9 września dalszym marszem przez Mińsk Mazowiecki na Siedlce, gdzie dotarł 11 września, dalej do Brześcia nad Bugiem gdzie przybył 13 września. Z uwagi na brak broni w nadwyżkach pułku nie wszedł on w skład garnizonu brzeskiego, został skierowany do Kobrynia, a dalej przez Ratno dokąd doszedł 16 września i odszedł w kierunku Kowla. W trakcie całego marszu ośrodek był atakowany przez niemieckie lotnictwo, gdy ukrywał się w lasach przed atakami lotniczymi. W nocy prowadzono marsze. 20 września w okolicach Kowla ustalono, że zgrupowanie WP w Kowlu zostało zdemobilizowane, a w mieście są oddziały sowieckie. Zawrócono do Ratna, w okolicach Ratna połączono się z nieustaloną częścią OZAL nr 8, być może z Oddziałem Zbierania Nadwyżek 15 pal lub jego częścią, ewentualnie z elementami OZN 31 pal. Następnie wykonano marsz do Małoryty. W Małorycie oddział wszedł w skład Zgrupowania "Brzoza" pod dowództwem płk. Ottokara Brzozy-Brzeziny. Z ośrodka wyłączono istniejące w jego składzie baterie artylerii i włączono je w skład dywizjonu artylerii pod dowództwem kpt. Mariana Poraj-Jankowskiego 50 Dywizji Piechoty "Brzoza". Wspierały one piechotę dywizji podczas walk o Kock, Adamów, pod Talczynem, Serokomlą, Krzywdą i Wolą Gułowską. Dozbrojenie w broń strzelecką nastąpiło podczas marszu, bronią porzuconą. W Parczewie pozostałość OZAL nr 8 była atakowana przez lotnictwo sowieckie, poniesiono straty w zabitych i rannych. Pozostałość ośrodka stanowiła rezerwę dowódcy artylerii 50 DP, pod dowództwem kpt. Mieczysława Grądkowskiego. Pozostałość ośrodka skapitulowała w składzie SGO "Polesie" 6 października 1939.

### Działania bojowe oddziałów zbierania nadwyżek, które nie dołączyły do OZAL nr 8

#### Oddział Zbierania Nadwyżek 4 pal
Oddział Zbierania Nadwyżek 4 pal rozpoczęto organizować od 25 sierpnia 1939 roku. Od 28 sierpnia organizację jego objął kpt. Janusz Krautforst. Od rozpoczęcia mobilizacji powszechnej przybyli następni żołnierze rezerwy do oddziału. Rozpoczęto również załadunek do podstawionego transportu kolejowego majątku ruchomego pułku. Po zbombardowaniu stacji kolejowej w Inowrocławiu w dniu 2 września 1939, ewakuowano od 2 do 4 września z koszar organizowany oddział, przenosząc dalszą jego organizację do Gocanowa, 6 kilometrów na południe od Kruszwicy. Jednocześnie z uwagi na zniszczenia dworca PKP, podjęto decyzję marszu pieszego, dokonując w okolicznych miejscowościach rekwizycji koni i wozów. 5 września w godzinach porannych OZN 4 pal w sile ok. 20 oficerów i 800 szeregowych ze 143 wozami konnymi podjął marsz pieszy do OZAL nr 8 w Skierniewicach, poprzez Płowce, Borucinek, Redecz Wielki, Chodecz, Kutno i Kiernozie, gdzie 9 września kpt. Krautforst otrzymał rozkaz marszu do Modlina. Podjęto kolejny marsz przez Sanniki, Czyżów, gdzie zniszczono akta pułkowe, wydano żołnierzom resztę nowego umundurowania i wypłacono żołd. Następnie przez Łaziska koło Iłowa, Wólkę Smolną, Famułki Królewskie, Ribitew osiągnięto rejon Modlina 13 września.
Po otrzymaniu od dowództwa twierdzy Modlin rozkazu marszu do Warszawy, wyruszono poprzez most w Nowym Dworze i Jabłonnę. W trakcie postoju w lasach w rejonie Jabłonny, sformowano uzbrojony pododdział pod dowództwem ppor. W. Wołoszyńskiego, który 14 września stoczył walkę z niemieckim pododdziałem zbliżającym od strony Zegrza, odrzucając go. 15 września OZN 4 pal przybył do Warszawy i został skierowany do Parku Łazienkowskiego, wieczorem został ponownie skierowany do Modlina lewym brzegiem Wisły przez Młociny. Dowództwo oddziału udało się do Modlina po rozkazy, w trakcie powrotu samochodem zostało ostrzelane przez niemiecki samolot, rannych zostało dwóch oficerów. Dowódca oddziału udał się wraz z OZN 4 pal do Puszczy Kampinoskiej, do składnicy amunicji w Palmirach. Tam od 16 września część żołnierzy pracowała przy załadunku amunicji dla obrońców Warszawy, część wystawiła placówki ubezpieczające składnicę. 17 września wieczorem placówki stoczyły potyczki z pancernymi patrolami wroga, ponosząc straty w poległych i rannych. Nocą 17/18 oddział kpt. Krautforsta pomaszerował do wsi Stara Dąbrowa, gdzie został ostrzelany przez artylerię niemiecką. Podjęto próbę dołączenia do większego zgrupowania wojsk, lecz próba nie powiodła się i 19 września podjęto marsz ponownie do Palmir, docierając rano 20 września do wsi Sadowa. Po odpoczynku wyruszono nocą 21/22 września do Warszawy, próba nie powiodła się i 22 września OZN 4 pal dostał się do niemieckiej niewoli.

#### Oddział Zbierania Nadwyżek 31 pal
Po ukończeniu mobilizacji alarmowej 48 dywizjonu artylerii lekkiej i 68 dywizjonu artylerii lekkiej i ich wymarszu z Torunia, do miejsc przeznaczenia. W I rzucie mobilizacji powszechnej sformowano dwie baterie marszowe artylerii dla 15 i 16 pal. Z nadwyżek żołnierzy i sprzętu oraz broni pozostałej w koszarach utworzono OZN 31 pal, który zgodnie z planami miał wraz z nadwyżkami innych pułków artylerii lekkiej z OK VIII utworzyć w Skierniewicach Ośrodek Zapasowy Artylerii Lekkiej nr 8. OZN 31 pal miał mobilizować w II rzucie mobilizacji powszechnej właśnie OZAL nr 8. Dowódcą nadwyżek 31 pal był mjr Józef Paszkiewicz. 4 września 1939, wobec zbliżania się do Torunia oddziałów niemieckich, oddział nadwyżek na podwodach i zarekwirowanych rowerach ze sklepów toruńskich podjął marsz do okolic Piotrkowa Kujawskiego. Z Piotrkowa Kuj. miał zostać przewieziony transportem kolejowym do Skierniewic. W trakcie marszu do Piotrkowa przez Gniewkowo, Inowrocław i Kruszwicę był atakowany przez niemieckich dywersantów. 6 września oddział osiągnął Piotrków Kuj. Jednocześnie do Skierniewic mjr Paszkiewicz wysłał samochodem kpt. Edwarda Kwitowskiego celem przejęcia koszar. Z uwagi na zbombardowanie miasta Skierniewice i znajdujących się tam koszar uzyskano wiedzę, że tworzenie OZAL nr 8 w Skierniewicach jest niemożliwe, ponadto Skierniewice są lub wkrótce będą w strefie frontowej. W trakcie odprawy mjr Paszkiewicz podjął decyzję przeniesienia oddziału do Chełma Lubelskiego.
Oddział Zbierania Nadwyżek 31 pal podzielono na dwa mniejsze pododdziały, tj. grupę pieszą na podwodach i rowerach pod dowództwem kpt. Mieczysława Skarżyńskiego i grupę pieszą, która miała być eszelonami kolejowymi dowieziona do Chełma pod dowództwem por. rez. Saturnina Majorkiewicza. Major Paszkiewicz pojechał do Chełma Lub. organizować jako nominalny dowódca OZAL nr 8, ośrodek. Grupa kpt. Skarżyńskiego po forsownych marszach dotarła nocą 10/11 września do Warszawy. Skąd podjęto dalszy marsz do Lubartowa, który osiągnięto 14 września i ostatecznie do Chełma 16 września. 17 września wraz z mjr. Paszkiewiczem grupa pomaszerowała do Łucka, gdzie przybyła 19 września. Po ustaleniu, że od wschodu nadciągają wojska sowieckie, rozpoczęto naradę, po której wkrótce grupa została otoczona przez kompanię czołgów sowieckich i dostała się do niewoli. Grupa por. rez. Saturnina Majorkiewicza w dniu 6 września została załadowana do transportu kolejowego w Piotrkowie Kujawskim. Po przejechaniu kilku kilometrów okazało się, że zniszczenia torów kolejowych są tak znaczne, iż dalsza jazda jest niemożliwa. Po wyładowaniu się podjęto marsz pieszy przez Przedacz, Kowal, Łąck, Brochów, Puszczę Kampinoską, Nowy Dwór, Jabłonnę i 13 września grupa dotarła do Warszawy. Po dotarciu grupę rozwiązano, a żołnierzy wcielono do walczących jednostek. Por. rez. Saturnin Majorkiewicz został dowódcą 1 baterii w dywizjonie artylerii mjr. dypl. Wacława Zielonki.